# Карас, Симон
Си́мон Кара́с (греч. Σίμων Καράς; 21 мая 1903, Стровици (ныне Лепреон, ном Элида) — 26 января 1999, Афины) — греческий музыковед, исследователь византийской церковной музыки, источниковед, фольклорист, педагог. Одна из самых противоречивых личностей в греческом музыкальном мире XX в. Представители школы Караса (например, Ликург Ангелопулос, Иоаннис Арванитис, Нектариос Танос и др.) оценивали его вклад в изучение византийской музыки как уникальный и грандиозный. Его противники (Трасивулос Станицас, Василиос Кацифис, Константинос Зараковитис, Димитриос Иоаннидис и др.) полностью отрицали научный вклад Караса, считая его «самозванцем» и «еретиком», предавшим традицию греческого церковного пения.

## Краткий биографический очерк
С 1921 жил в Афинах, в 1925 окончил юридический факультет Афинского университета. Профессионального музыкального образования не получил. В 1927–1930 годах певчий в афинской церкви Илии Пророка на Плаке. В 1929 г. основал в Афинах Общество распространения нар. музыки (Σύλλογος προς Διάδοσιν της Εθνικής Μουσικής, с 1957 государственная Школа народной музыки, с 2009 — Центр исследования и продвижения народной музыки Архивная копия от 29 октября 2019 на Wayback Machine (Το Κέντρο Έρευνας και Προβολής της Εθνικής Μουσικής) — учебное заведение и концертное учреждение, работу в котором считал делом всей своей жизни (преподавал там до 1995 года). В 1938 г. основал и до 1971 г. возглавлял отдел (редакцию) национальной музыки Греческого радио. 
Многие годы Карас посвятил собиранию и тщательному исследованию старинных рукописей церковного пения. В их поисках в 1939 году он отправился в Константинополь. Наиболее ценной находкой стала коллекция автографов Хурмузия (одного из Трёх дидаскалов), которую Карас передал в Национальную библиотеку Греции.
Карас неоднократно ездил по всей Греции в фольклорные экспедиции. Он записал около 18000 народных песен в собственной нотации, активно исполнял эти песни с хорами Школы народной музыки (Афины). За деятельность по сохранению музыкального фольклора Греции Афинская академия присудила Карасу в поздние его годы престижную награду.

## Учение
По мнению Караса, нотация, предложенная в XIX в. тремя дидаскалами (иначе «Хрисанфова нотация» или «Новый метод»), неточно передаёт устную традицию пения. В свои транскрипции традиционных церковных распевов Карас ввёл целый ряд графем, наделив их специальным значением, для детальной письменной фиксации  «устной» орнаментики (в том числе, орнаментальной микрохроматики). Наибольшую полемику вызвала интерпретация так называемых «квалитативных невм» (των ποιοτικών σημαδιών), которые Карас заимствовал непосредственно из старинных византийских рукописей.
Итоговым научным трудом Караса стал восьмитомный «Метод греческой музыки» (греч. Μέθοδος της Eλληνικής Mουσικής), опубликованный в Афинах в 1982—1996 гг.